# Ben Kweller (album)
Ben Kweller è il terzo album in studio del cantautore e polistrumentista statunitense Ben Kweller, pubblicato nel 2006.

## Tracce
1. Run – 3:07
2. Nothing Happening – 3:53
3. Sundress – 4:06
4. I Gotta Move – 3:10
5. Thirteen – 4:17
6. Penny on the Train Track – 4:28
7. I Don't Know Why – 3:06
8. Magic – 3:08
9. Red Eye – 4:20
10. Until I Die – 4:07
11. This Is War – 2:25